# Sociedad de Desarrollo de Navarra
Sociedad de Desarrollo de Navarra, popularmente conocida por su acrónimo SODENA, es una empresa pública del Gobierno de Navarra situada en la capital navarra. Fundada en 2011, tiene la misión de ser el instrumento financiero del Gobierno de Navarra para el desarrollo empresarial de la comunidad foral, utilizando para ello la figura del capital-riesgo.

## Sede

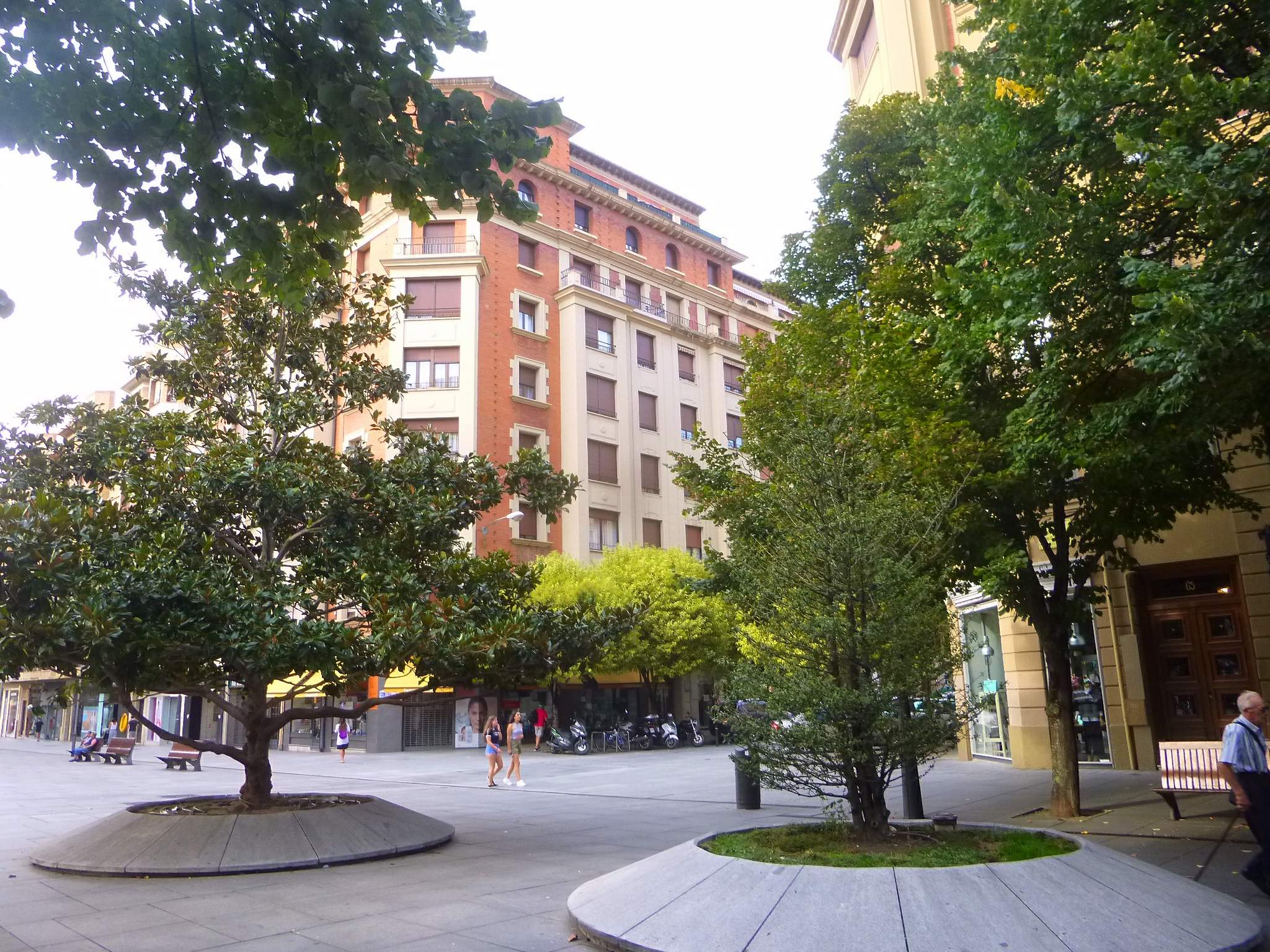
Vista de la Avenida Carlos III de Pamplona, donde se encuentra la sede de SODENA.

La Sociedad de Desarrollo de Navarra tiene su sede en la avenida Carlos III n.º 36, 1º derecha de Pamplona.

## Historia
El 7 de noviembre de 2011 surge la actual Sociedad de Desarrollo de Navarra S.L. tras el proceso de reestructuración del sector público llevado a cabo en la Comunidad Foral de Navarra por el Gobierno de Navarra. La Sociedad de Desarrollo de Navarra es la empresa pública resultante de la fusión de otras cuatro sociedades públicas del Gobierno de Navarra (Sociedad de Desarrollo de Navarra S.A., Navarra de Financiación y Control S.A. (NAFINCO), Navarra de Gestión para la Administración S.A. (NGA) y Fondo Jóvenes Empresarios Navarros S.A.), cuya fecha de fundación de la mayoría se remonta al año 1984. Su primer director fue José María Goyena Barandalla.
Actualmente está integrada en la Corporación Pública Empresarial de Navarra y está adscrita al Departamento de Desarrollo Económico y Empresarial del Gobierno de Navarra (Anteriormente estaba adscrita al Departamento de Desarrollo Económico), junto con la Trabajos Catastrales (TRACASA) y el Centro Europeo de Empresas e Innovación de Navarra.

## Gerencia
La actual directora gerente de la Sociedad de Desarrollo de Navarra es Pilar Irigoien Ostiza (Urdiáin, 3 de noviembre de 1962), una licenciada en Ciencias Empresariales en la especialidad de Financiación por la Universidad de Zaragoza que fue distinguida en 1998 con el premio “Directiva del año” concedido por la Asociación de Mujeres Empresarias y Directivas de Navarra.

## Visión
La Sociedad de Desarrollo de Navarra tiene como visión ser una sociedad pública referente en Europa por su contribución a la competitividad del tejido empresarial en la región de Navarra.

## Misión
La Sociedad de Desarrollo de Navarra tiene como misión ser el instrumento del Gobierno de Navarra para la captación y desarrollo de proyectos empresariales de valor añadido, contribuyendo al desarrollo navarro y a la creación de empleo de calidad.

## Servicios
La Sociedad de Desarrollo de Navarra presta servicios financieros, actuando como sociedad de capital-riesgo para proyectos de interés público para Navarra y proporcionar la comunidad foral para implantar inversiones extranjeras.